# یوسف فایستمانتل
یوسف فایستمانتل (انگلیسی: Josef Feistmantl; ۲۳ فوریهٔ ۱۹۳۹ – ۱۰ مارس ۲۰۱۹) لژسوار اهل اتریش بود.
فایستمانتل در ابسام به دنیا آمد. وی در دو بازی المپیک زمستانی شرکت کرد و در المپیک زمستانی سال ۱۹۶۴ در اینسبروک به همراه مانفرد شتنگل مدال طلای دو نفر مردان را به‌دست‌آورد.
فایستمانتل همچنین برنده ۵ مدال در مسابقات انفرادی مردان در مسابقات قهرمانی جهانی FIL با یک طلا (۱۹۶۹ - اولین مسابقات جهانی در پیست مصنوعی Königssee)، دو نقره (۱۹۵۹–۱۹۷۰)، و دو مدال برنز (۱۹۶۷–۱۹۷۱) است.
او همچنین در مسابقات دو نفر مردان در مسابقات قهرمانی لوژ اروپا FIL یک طلا (۱۹۶۷) و یک نقره (۱۹۶۲) برنده شد. وی پس از قهرمانی در مسابقات جهان در سال ۱۹۶۹، مدال خودش را به گروه لهستان پس از کشته شدن استنیسلا پاکزکا در رقابت‌های قهرمانی اهدا کرد.
فایستمانتل اظهار داشت که «می‌خواهد نمونه مثبتی باشد».
در همان سال کمیته بین‌المللی المپیک به خاطر کار او، جایزه بازی جوانمردانه را به وی اعطا کرد.
در مراسم افتتاحیه بازی‌های المپیک زمستانی ۱۹۷۶، فایستمانتل و اسکی‌باز آلپاین اتریشی کریستل هاس، شعله‌های المپیک را که با میزبانی اینسبروک برای دومین بازی‌های المپیک زمستانی‌شان بود را روشن کردند.
او عمدتاً از این به‌عنوان بهترین خاطره خود یاد می‌کرد.
فایستمانتل در سال ۲۰۰۵ به همراه هانس رین وارد تالار مشاهیر فدراسیون جهانی لژسواری شد.